# Edwin Grant Conklin

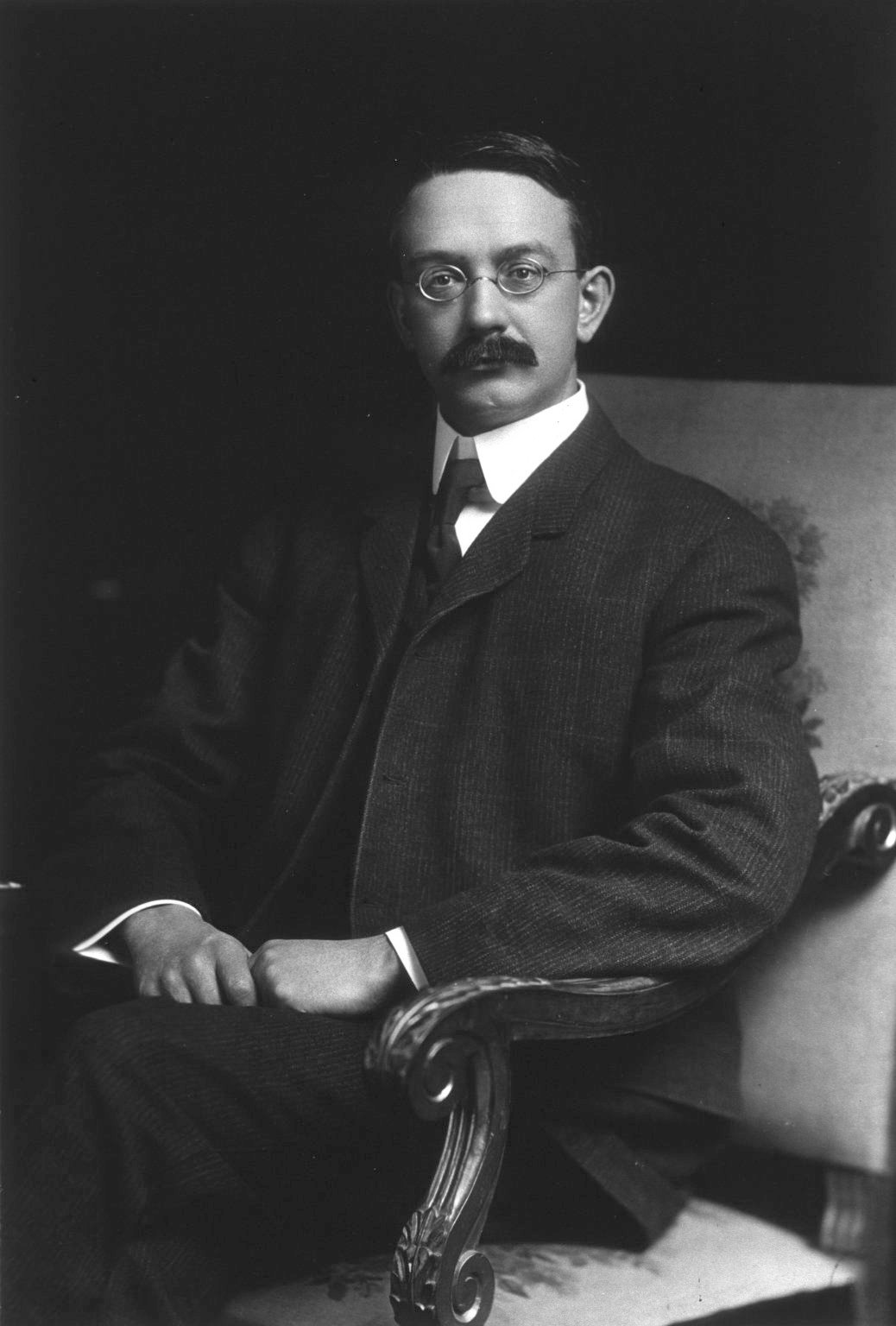
Edwin Grant Conklin

Edwin Grant Conklin (* 24. November 1863 in Waldo, Ohio; † 20. November 1952 in Princeton, New Jersey) war ein US-amerikanischer Zoologe und Entwicklungsbiologe.

## Leben
Conklin studierte ab 1880 an der Ohio Wesleyan University, wo er Assistent des Paläontologen Edward T. Nelson wurde. Nach dem Bachelor-Abschluss unterrichtete er mehrere Jahre an der Rust University in Mississippi, bevor er 1888 sein Studium an der Johns Hopkins University fortsetzte. Dort begann sein Interesse für Entwicklungsbiologie und marine Biologie (am Woods Hole Laboratorium). Für seine Dissertation (1891, erschienen im Journal of Morphology 1897) studierte er Zelllinien in der Entwicklung des Embryos der Amerikanischen Pantoffelschnecke (Crepidula). Er lehrte danach an der Ohio Wesleyan University, ab 1894 an der Northwestern University und ab 1896 an der University of Pennsylvania. 1908 wurde er Professor (und Vorstand der Biologie-Fakultät) an der Princeton University. 1933 wurde er dort emeritiert.
Neben Crepidula waren Eier von Manteltieren und Lanzettfischchen seine Versuchstiere. 
Er schrieb auch populärwissenschaftliche Bücher über Evolution und Entwicklung des Menschen.
Er war Mitglied der National Academy of Sciences (1908) und der American Academy of Arts and Sciences und 1936 Präsident der American Association for the Advancement of Science. 1943 erhielt er den John J. Carty Award der National Academy of Sciences. Er war Mitglied der American Philosophical Society (1942 bis 1945 und 1948 bis 1952 war er deren Präsident) und der Academy of Natural Sciences in Philadelphia (1901 bis 1950 war er deren Vizepräsident). 1933 wurde er zum Ehrenmitglied (Honorary Fellow) der Royal Society of Edinburgh gewählt. 1945 nahm ihn die Académie royale des Sciences, des Lettres et des Beaux-Arts de Belgique als assoziiertes Mitglied auf. 1926 bis 1936 war er Direktor der Bermuda Biological Station und 1937 bis 1945 Präsident des Science Service.
Ihm zu Ehren ist die Edwin G. Conklin Medal benannt.

## Schriften
- The embryology of Crepidula, J. of Morphology, Band 13, 1897, S. 1–226
- Heredity and Environment in the Development of Man, Princeton University Press 1915
- Direction of Human Evolution, Scribners 1920, 1922
- A Synopsis of the General Morphology of Animals, Princeton University Press 1927
- Freedom and Responsibility, Houghton Mifflin 1935
- Man: Real and Ideal, Scribners 1943
- Autobiography, in Louis Finkelstein: Thirteen Americans, Harper 1953